# Antônio Dumas
Pour les articles homonymes, voir Dumas.
Antônio Dumas Ramalho Esteves, né le 28 novembre 1955 à Santo André (Brésil) et mort le 30 décembre 2019 à Conakry (Guinée), est un entraîneur brésilien de football.

## Biographie
Après avoir été le sélectionneur du Gabon, Antônio Dumas dirige le Togo et la Guinée équatoriale.
Avec le Togo, il fait naturaliser six Brésiliens (Hamílton, Mikimba, Bill, Fábio Oliveira, Cris et Fabinho) en 2003, pour les qualifications de la CAN 2004 et celles de la Coupe du monde 2006.
Avec la Guinée équatoriale, il fait naturaliser huit Brésiliens (Danilo, Ronan, André Neles, Daniel Sabino Martins, Léo Quirino, Fernando, Anderson et Alex) entre 2005 et 2007, pour les qualifications à la CAN 2008.